# Élodie Clouvel
Élodie Clouvel (Saint-Priest-en-Jarez, 14 gennaio 1989) è una pentatleta francese.

## Biografia
Ha rappresentato la Francia ai Giochi olimpici estivi di Londra 2012, classificandosi 31ª nella gara individuale, Rio de Janeiro 2016, in cui ha vinto la medaglia d'argento, e Tokyo 2020, in cui si è piazzata 6ª. Alla sua quarta Olimpiade a Parigi 2024, Clouvel ha ottenuto la sua seconda medaglia d'argento.
Ai Giochi mondiali militari di Wuhan 2019 ha vinto l'oro nell'individuale. Al ritorno dalla manifestazione, lei ed il compagno Valentin Belaud sono stati entrambi infettati dal COVID-19.

## Palmarès
- Giochi olimpici:

Rio de Janeiro 2016: argento nell'individuale.
Parigi 2024: argento nell'individuale.
- Mondiali

Kaoshiung 2013: oro nella staffetta mista;
Mosca 2016: argento nell'individuale.
Città del Messico 2018: argento a squadre.
Budapest 2019: argento nella staffetta mista.
Il Cairo 2021: argento nell'individuale.
- Europei

Bath 2015: argento nell'individuale;
- Giochi mondiali militari

Wuhan 2019: oro nell'individuale;